# Hrvatsko zvonce
Hrvatsko zvonce (širokolisno zvonce, lat. Edraianthus graminifolius), trajnica iz roda zvonca raširena na području Europe u Hrvatskoj, Italiji (uključujući Siciliju), Rumunjskoj, Grčkoj, Albaniji.
Za nju postoje brojni sinonimi.